# Guadalajara Open 1978
Il Guadalajara Open 1978 è stato un torneo di tennis giocato sulla terra rossa. È stata la 1ª edizione del torneo, che fa parte del Colgate-Palmolive Grand Prix 1978. Si è giocato a Guadalajara in Messico dal 16 al 22 aprile 1978.

## Campioni

### Singolare maschile
Gene Mayer ha battuto in finale  John Newcombe con il punteggio di 6–3 6–4

### Doppio maschile
Sandy Mayer /  Sherwood Stewart hanno battuto in finale  Gene Mayer /  Sashi Menon con il punteggio di 4–6, 7–6, 6–3